# Vanderup
Vanderup (dansk) eller Wanderup (tysk) er en landsby og kommune beliggende på gesten få kilometer sydvest for Flensborg i Sydslesvig. Administrativt hører kommunen under Slesvig-Flensborg kreds i den tyske delstat Slesvig-Holsten. Kommunen samarbejder på administrativt plan med andre kommuner i omegnen i Skovlund kommunefællesskab (Amt Schafflund). Landsbyen er sogneby i Vanderup Sogn. Sognet lå i Vis Herred og enkelte kolonistgårde i øst i Ugle Herred (Flensborg Amt, Sønderjylland), da området tilhørte Danmark.

## Geografi
Terrænet omkring Vanderup er en forholdsvis flad og tør hedeslette med sandede jorder. Landskabet domineres af landbruget med sparsomme skovarealer. Øst for landsbyen løber Jerrisbækken mod syd langs Jerrishøj Skov mod landsbyerne Sollerup og Hønning (Hynding), hvor åen udmunder i Trenen. Jerrisbækken har tilløb af den lille Ellebæk (Ellbek). På en strækning danner åen grænsen mod Jerrishøj Kommune og Eggebæk Sogn. Sydvest for Kragsted ligger Kragsted Mose. Flensborg-Husum Chausee (B 200) passerer kommunen og sognet.
Kommunen omfatter ved siden af selve Vanderup Birkvang (Birkwang), Frøsig (Friesik), Grønbjerg (Grünberg), Julianehøj (Julianenhöh), Kellerholm, Kærager eller på ældre dansk Kjærager (Kieracker), Kragsted (Kragstedt), Sønderby (Sünneby), Østerkær (Osterkjer) og Vesterkær (Westerkjer).

## Historie
Vanderup er første gang nævnt 1377 (Dipl. Flensb.). Forleddet er afledt af personavn *Wambi, en afledning til oldnordisk vǫmb (sml.  ældre dansk vom) i betydning mave. Det er samme stednavn som Vamdrup ved Kolding. Navnet kan også henføres til vand. Tidligere var der flere store moser i omegnen (f.eks. Kragsted Mose).
Stednavnet Birkvang er første gang dokumenteret 1854. Bebyggelsen Birkvang går tilbage til en halvgård udflyttet fra Vanderup. Stednavnets forled er afledt af trænavnet birk. Stednavnet betegner altså en mark eller indhegning (vang) bevokset med birketræer. Stednavnet Frøsig er første gag dokumenteret 1801. Forleddet er antagelig afledt af frøkorn. Kragsted er første gang nævnt 1472. Forleddet er enten afledt af mandsnavn glda. kraki (oldn. kraki) eller fuglenavnet gada. og old. krāka for krage (se også Sønder Toldhus, som er det yngre navn for Lille Kragsted)
Vanderup Kirke er fra 1200-tallet, opført af kampesten med tegtag uden tårn og med et klokkehus mod vest. Den var i den katolske tid et kapel hørende under Store Vi Sogn. Kirkesproget var før 1864 blandet dansk-tysk, skolesproget var dansk.
De østlige kolonistbyer hørte dels under Ugle Herred, enkelte gårde i Vanderup under Slevig Domkapital eller Flensborg hospital. En gård i Kærager  hørte til Lindeved, en i 1500-tallet under Satrupholm og senere under Langsted.

## Våben
Kommunenseglet viser en sort-hvid ko i øverste og en guldkæde i nederste felt i farverne guld og grøn.

## Galleri
- Præstegård
- Landhuset ved Lindåen
- Vanderup Vesterkro
- Vanderup bysten
- Tidligere perron